# Laboratoire national de Brookhaven
Pour les articles homonymes, voir BNL.
Le laboratoire national de Brookhaven ou Brookhaven National Laboratory (BNL) en anglais, est un laboratoire national américain basé à Brookhaven, dans le hameau d'Upton (en), sur Long Island. 

## Histoire

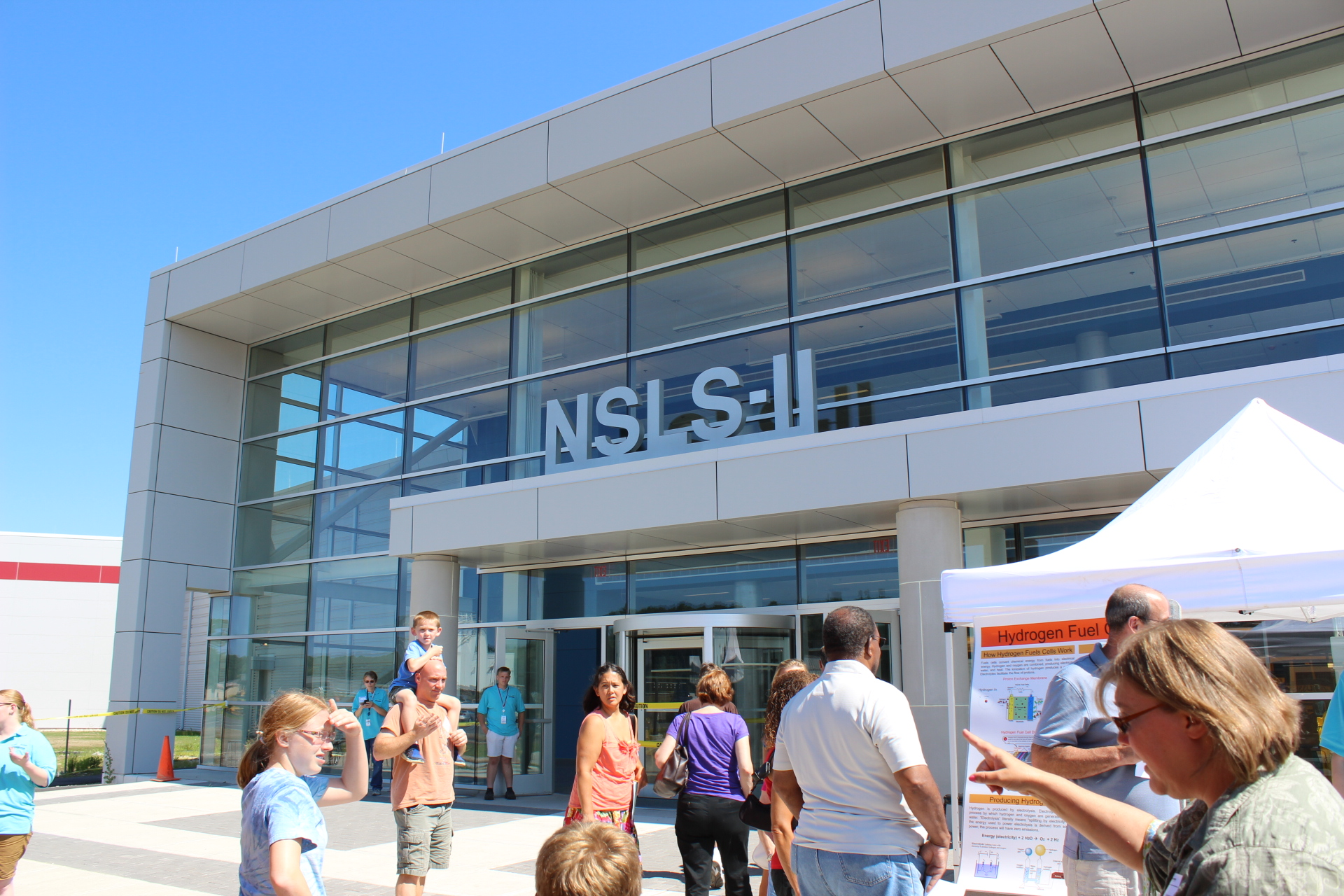
L'un des bâtiments du BNL, le National Synchrotron Light Source II ; lors d'une journée porte-ouverte.

Ce laboratoire a été créé en 1947 sur le site de Camp Upton, une ancienne base de l'armée de terre américaine. 
Il est dirigé par le Brookhaven Science Associates, sous l'égide du département de l'Énergie des États-Unis. 
Son domaine de spécialité est la physique nucléaire. Les recherches y sont axées ou réorientées autour de la chimie, de la physique des particules, des matériaux, de l'environnement, de la biologie structurale, de la non-prolifération nucléaire, des neurosciences, de l'imagerie médicale, des radiotraceurset des nanomatériaux. 
Son personnel serait constitué de plus de 3 000 scientifiques, ingénieurs et techniciens. 

## Équipements
De 1953 à 1966, le laboratoire a abrité le Cosmotron.
Ce laboratoire est équipé de deux cyclotrons utilisés pour produire du matériel radioactif destiné à des applications médicales.
Il abrite également le collisionneur d'ions lourds relativistes (RHIC) destiné aux recherches sur le plasma quark-gluon et le National Synchrotron Light Source (en) (NSLS) entre 1982 et 2014. 
À partir de  2014-2015, cette installation est peu à peu remplacée par une nouvelle installation (NSLS-II (en), mise en service en octobre 2014 et qui doit ensuite monter en puissance), environ 10 000 fois plus puissante que la précédente (pour un coût annoncé de 912 000 000 $) qui deviendra la plus « brillante » source de rayonnement synchrotron des États-Unis (et pour une certaine gamme d'énergie dans le monde). Cette source de faisceaux très intenses de rayonnement X, ultraviolet et infrarouge permettra de sonder la structure fondamentale de nouveaux matériaux (nanométriques notamment) et espère-t-on à développer des technologies plus efficiente et moins polluantes dans divers domaines de l'industrie et de la médecine. Dans un premier temps, sept « lignes de lumière » sont mises à disposition de la Recherche par le projet financé par le DOE, mais 25 autres sont prévues entre 2015 et 2020 sur d'autres sources de financement. In fine, environ 4000 utilisateurs devraient chaque année pourvoir travailler avec un maximum de 70 sources de rayonnements.

## Recherches notables
Les découvertes faites au sein du laboratoire ont conduit à l'attribution de six prix Nobel. Ce laboratoire a contribué à la découverte du quark charm.
En 1958, William Higinbotham construit le jeu Tennis for Two à l'occasion des portes ouvertes du laboratoire. Ce jeu est considéré pour beaucoup comme étant le premier jeu vidéo jamais créé.

## Nettoyage de l'environnement
Durant les années 1990, une fuite accidentelle de tritium dans les nappes phréatiques ayant été dissimulée au public a provoqué la colère des riverains et causé le limogeage de la direction. 
Le « bâtiment 830 » Gamma Irradiation Facility (GIF) du BNL, autrefois consacré à l'irradiation gamma a été déclassé, car sa conception n'était plus conforme aux normes américaines et locales sur les réservoirs dangereux, parce que ses installations étaient sous-utilisées et car ses sources de cobalt-60 arrivaient en fin de leur vie utile.  Les sources de cobalt-60 sont stockées encapsulée dans des conteneurs en acier inoxydable, dans une piscine souterraine constamment refroidie et filtrée, d'une taille de 2,43 mètres, 3 mètres de large et 3,96 mètres de long. Au moment de la fermeture de l'installation, juste avant que ces sources ne soient expédiées comme déchet radioactif à traiter et stocker, l'inventaire pour ces 354 sources était de 24 000 curies. Le projet de déclassement de l'installation incluait le réemballage des sources, leur transport et « élimination », mais aussi le démantèlement et l'élimination de tous les autres équipements associés à l'installation. Ce démantèlement doit se faire sous le contrôle de l'administration en respectant le principe ALARA (As Low As Reasonably Achievable). L'eau de la piscine, qui servait de blindage antiradation n'ayant pas été contaminée par des fuites à partir des sources scellées n'était que légèrement contaminée. Il était donc prévu de l'envoyer peu à peu vers l'usine de traitement des eaux usées du laboratoire BNL.